# Монморо-Сен-Сибар (кантон)
Монморо́-Сен-Сиба́р (фр. Montmoreau-Saint-Cybard) — кантон во Франции, находится в регионе Пуату — Шаранта, департамент Шаранта. Входит в состав округа Ангулем.
Код INSEE кантона — 1621. Всего в кантон Монморо-Сен-Сибар входят 14 коммун, из них главной коммуной является Монморо-Сен-Сибар.
Население кантона на 2007 год составляло 4 721 человек.
Коммуны кантона:
- Бор
- Девья
- Жюиньяк
- Куржак
- Монморо-Сен-Сибар
- Нонак
- Паллюо
- Пуллиньяк
- Саль-Лавалет
- Сен-Лоран-де-Бельзаго
- Сен-Марсьяль
- Сент-Аман
- Сент-Этроп
- Энь-э-Пюиперу